# Анютино (Самарская область)
Анютино — село в Пестравском районе Самарской области. Входит в состав сельского поселения Пестравка. 

## География
Находится на расстоянии примерно 5 километров по прямой на сер-северо-запад от районного центра села Пестравка.

## История
Возникло в период 1830-1860 годов.

## Население
Постоянное население составляло 2 человека (русские 100%) в 2002 году, 0 в 2010 году.